# Geoffrey Howard (homme politique)
Pour les articles homonymes, voir Geoffrey Howard et Howard.
Geoffrey William Algernon Howard (12 février 1877 - 20 juin 1935) est un homme politique libéral britannique. Il est vice-chambellan de la maison sous Herbert Henry Asquith entre 1911 et 1915. 

## Jeunesse et éducation
Il est le cinquième fils de George Howard (9e comte de Carlisle) et de Rosalind Frances Stanley, fille du Edward Stanley (2e baron Stanley d'Alderley). Il fait ses études au Trinity College de Cambridge, où il obtient un Master of Arts. Il est également co-secrétaire du Cambridge Liberal Club de 1897 à 1899 . 
Lors du règlement de la succession de son père (qui a été laissée à sa mère puis à sa sœur Mary, épouse de Gilbert Murray), on lui attribue le Château Howard. 

## Carrière politique
Il est candidat libéral pour la circonscription d'Eskdale de Cumberland aux élections générales de 1906. Dans le cadre de la victoire écrasante des libéraux, il gagne le siège en évinçant le conservateur en place Claude Lowther. 
En 1909, il est nommé secrétaire particulier du secrétaire parlementaire de la Chambre de commerce, Harold Tennant. Le Parti libéral perd du terrain aux Élections générales britanniques de janvier 1910, mais Howard garde son siège et est nommé secrétaire particulier du Premier ministre Herbert Henry Asquith. 
Une autre élection générale a lieu 11 mois plus tard, mais cette fois, Howard perd son siège d'Eskdale au profit de Claude Lowther. 
En 1911, une vacance se produit à Westbury dans le Wiltshire lorsque le député libéral en poste démissionne pour occuper un poste diplomatique. Howard est choisi comme candidat libéral pour l'élection partielle qui suit et conserve le siège avec une majorité légèrement réduite. 
En 1911, Asquith le nomme vice-chambellan de la maison, poste qu'il occupe jusqu'en 1915. Il sert ensuite en tant que Lords du Trésor de 1915 à 1916 En 1916, Asquith est remplacé comme Premier ministre par Lloyd George et il s'oppose au gouvernement de coalition. Howard suit Asquith dans l'opposition. En conséquence, lorsque la Coalition désigne les candidats aux élections générales de 1918, à Westbury, l'investiture est donnée à son adversaire unioniste George Llewellen Palmer, qui bat Howard. 
Aux élections générales de 1922, il se présente pour North Cumberland tenu par les unionistes. Il perd de peu, avec une marge de 1,6%. 
L'année suivante, aux Élections générales britanniques de 1923, Howard se présente à Luton dans le Bedfordshire. Les libéraux vivaient quelque chose d'un renouveau à l'échelle nationale, ce qui l'aide à remporter le siège de l'unioniste John Prescott Hewett. 
Une autre élection générale suit un an plus tard, en 1924, et avec l'ascendant pour les unionistes, ce qui lui fait perdre son siège. Cela met effectivement fin à la carrière parlementaire de Howard. 
En dehors de sa carrière politique, il est également juge de paix et lieutenant temporaire dans la Royal Naval Division en 1914 En 1931, il devient Lord Lieutenant de la circonscription nord du Yorkshire et le reste jusqu'à sa mort quatre ans plus tard. 

## Famille
Il épouse Ethel Christian Methuen, fille du maréchal Paul Methuen, 3e baron Methuen, le 15 mai 1915. Ils ont cinq enfants, deux filles et trois fils, dont Christian Howard et le pair à vie George Howard, baron Howard de Henderskelfe. Ses deux autres fils, Mark et Christopher, sont tous deux tués au combat en 1944. Ethel Howard est décédée en avril 1932, à l'âge de 43 ans. Howard est décédé en juin 1935, à l'âge de 58 ans.